# Mount & Blade
Mount & Blade è un videogioco per Microsoft Windows sviluppato autonomamente da una coppia turca, supportata nel tempo da un'attiva community di appassionati. Si tratta di un videogioco di ruolo "aperto". Non vi è una storia da seguire, solo un'ambientazione simil-medievale in cui ci si può muovere liberamente. Inoltre è costruito in modo da rendere possibile la creazione di ambientazioni alternative (mod) da parte degli utenti.
È stato pubblicato nel marzo del 2010 un'espansione dal nome Mount & Blade: Warband che estende il numero delle fazioni a sei, migliora la gestione politica e lascia la possibilità al giocatore di crearsi una propria fazione. Mount & Blade: Warband offre anche una modalità di gioco multigiocatore online. Il 27 settembre 2012 è stato annunciato sul sito ufficiale e su YouTube che è in fase di sviluppo il sequel del gioco, che avrà come titolo Mount & Blade II: Bannerlord.

## Gioco
Il gioco si articola a diversi livelli, principalmente la creazione del personaggio, l'interazione con il mondo e il combattimento.
Il personaggio è definito da un background in tre fasi, comprendenti nascita, giovinezza ed età matura, e da un'assegnazione di abilità e punti alle capacità risultanti da esso, quindi viene dato un lotto di punti da assegnare ad altre capacità a propria scelta: le abilità sono Forza, Agilità, Intelligenza e Carisma, mentre le capacità sono molte di più e sono derivate dalle principali abilità, suddivise in capacità di combattimento, capacità sociali e capacità mercantili. Inoltre è presente un editor per il volto del personaggio.
Nel tempo il personaggio può acquisire molti oggetti utili,  equipaggiarsi come gli sembra meglio ed anche utilizzare armi, scudi ed armature sottratte ai nemici a questo scopo, aumentando così sia la capacità di combattimento data dall'esperienza, che il livello di armi e protezioni con i quali poter combattere sempre meglio.
Anche se vi sono livelli di esperienza, non vi sono classi predefinite: un giocatore può fare del proprio personaggio ciò che desidera, un dottore sapiente, un ladro astuto, un abile oratore, un guerriero, un cavaliere, uno scaltro mercante o cosa gli suggerisce la fantasia, fermo restando che in Mount & Blade la magia non esiste a nessun livello, se non come pura superstizione personale, e tutto ciò che avviene è concepito secondo le normali regole della vita reale.
Il personaggio si muove su una mappa che mostra il mondo di gioco visto dall'alto: grazie alla telecamera è possibile ottenere visuali più ravvicinate ed orientare la mappa nella direzione desiderata muovendolo assieme al suo gruppo, ed accedendo alle città e ai villaggi, o facendo incontri di vario tipo.
All'inizio il personaggio è da solo, ma vagando per i villaggi presenti sulla mappa è possibile arruolare gruppi di uomini desiderosi di unirsi ad un signore, in modo da affrontare bande di fuorilegge o disertori che se verranno sconfitti porteranno un guadagno sia monetario, che di oggetti utili e rivendibili ed esperienza di combattimento che li farà migliorare da miseri contadini a guerrieri esperti e bene equipaggiati.
È anche possibile, girando per le taverne cittadine, trovare singoli seguaci con abilità simili o complementari a quelle del personaggio, che diverranno i suoi fidati compagni d'avventura migliorando la situazione dell'intera banda: ad esempio un'astuta ladra potrebbe saper trovare le tracce del nemico sul terreno o migliorare la capacità di scoprire il nemico a distanza, come pure un saggio cerusico potrebbe saper curare le ferite ricevute dal personaggio in breve tempo ed anche quelle dell'intero gruppo.
I seguaci hanno anche una loro storia personale, e viaggiando assieme a loro è possibile che indichino al personaggio il proprio luogo d'origine, raccontino gli avvenimenti e le leggende conosciute della loro terra natia o luoghi ove essi hanno compiuto in passato imprese degne di nota.
È anche possibile che i seguaci si trovino più o meno d'accordo tra di loro, siano insofferenti l'uno dell'altro bisticciando per motivi personali od etici, o di contro vadano d'accordo tra di loro ed anche che obiettino su certe scelte e comportamenti compiute dal personaggio.
Il personaggio può agire come gli sembra meglio: unirsi o meno ad una fazione, combattere per proprio conto o per conto altrui, accettare incarichi dati dai rappresentanti cittadini, dai capi dei villaggi o dai nobili incontrati, fare campo o sostare in città o paesi, commerciare con profitto e comprare tutto ciò che gli sembra utile per sé o per gli eventuali seguaci (le truppe invece migliorano automaticamente cambiando armi ed oggetti in base all'esperienza accumulata) fermo restando che nel frattempo il mondo di gioco non è fermo, ma evolve per suo conto, a favore o meno dei suoi interessi. Infatti, mentre in altri giochi di ruolo il mondo di gioco sembra attendere le decisioni del giocatore per poter andare avanti, in Mount & Blade i signori si dichiarano guerra, città e paesi vengono assediati e saccheggiati, castelli e villaggi cambiano signore dopo assedi riusciti, ed il personaggio per quanto forte, ricco e potente sia, è solo uno dei tanti fattori che possono cambiare la storia della Calradia, magari importante ma non decisivo, perché mentre il personaggio può vincere una battaglia per un dato regno, il regno nemico può sconfiggere le armate dello stesso regno da altre parti portando la situazione a suo vantaggio senza che il giocatore possa porvi alcun rimedio.
È necessario  comprare (o rubare, o saccheggiare) cibo per nutrire i propri uomini e pagarli regolarmente ogni settimana affinché essi combattano sempre al meglio delle proprie possibilità, ma con un po' di astuzia si può avere alti guadagni anche solo comprando una data merce in una città, e rivendendola a prezzo maggiorato in un'altra.
L'interazione è possibile sia con le sei fazioni presenti, come anche con svariati gruppi che comprendono contadini in viaggio, nobili con armate al seguito, carovane di mercanti, briganti, fuorilegge e disertori delle guerre in corso.
È anche possibile partecipare a tornei indetti nelle città più grandi, e vincendoli si ottiene grande fama nella città ed un premio in denaro, maggiorato nel caso si sia scommesso su sé stessi.

### Combattimento
Il combattimento si svolge in modo molto particolare e dettagliato: quando si incontra un altro gruppo e si sceglie di attaccarlo e combattere in prima persona, viene creato un piccolo scenario con le caratteristiche della zona in cui avviene lo scontro. Qui sono schierate le truppe ed è possibile controllare direttamente il personaggio e le truppe a lui leali, che possono essere comandate tramite ordini in modo da posizionarle, farle attaccare o ritirare, smontare o rimontare in sella, tirare o sospendere il tiro, gestendo così anche la parte strategica del combattimento.
L'uso delle armi è uno degli aspetti che più contraddistingue il gioco: in generale, per attaccare in mischia o in un duello è necessario tenere premuto il tasto sinistro del mouse, trascinando quest'ultimo verso una delle quattro direzioni ortogonali, per poi lasciare il tasto per ottenere un attacco nella direzione desiderata. La stessa cosa avviene per parare un colpo: con il tasto destro e lo spostamento del mouse si seleziona una direzione, e se sarà la stessa da cui proviene l'attacco, lo bloccherà.
Nel caso dello scudo, esso può parare gli attacchi senza la necessità di indicare una direzione, ma si romperà dopo un certo numero di colpi subiti, a seconda della sua resistenza.
Tutt'altra cosa è l'utilizzo dell'arco: per tirare, se si hanno a disposizione abbastanza frecce, si tende l'arco tenendo premuto il tasto sinistro del mouse, facendo apparire il mirino; con l'avanzare dei secondi necessari alla mira, la precisione calerà sempre più. Più il bersaglio è distante, più sarà necessario alzare il mirino per poterlo colpire. La balestra è simile all'arco: le uniche differenze sono l'utilizzo di dardi, il caricamento più lento del proiettile ma una precisione che rimane costante durante la mira.
Le armi con asta si dividono in due sottocategorie:
- Lancia: può attaccare solo in alto e in basso, adatte per la cavalleria
- Guisarma e affini: tutte le direzioni di attacco disponibili, più adatte per lo scontro corpo a corpo.

Sono anche presenti altre armi, molto verosimili a quelle forgiate nel medioevo, come dardi, asce da lancio, giavellotti (armi da lancio a corto raggio, poco precise ma potenti), mazze, picconi militari, falcioni, spade a una e a due mani e asce a una e a due mani (più grandi di quelle da lancio).

### Reami della Calradia
Il gioco è ambientato in un continente medievale di fantasia chiamato Calradia. Diversamente da molti altri giochi di ruolo medievali, Mount & Blade non possiede alcuna componente fantasy (è però possibile introdurle tramite mod). All'interno della Calradia esistono sei fazioni, ognuna delle quali avente un pretendente al trono. Esse sono:
- Vaegir: quello dei Vaegir è il regno più a settentrione del continente, ed è pertanto un regno freddo e inospitale, anche perché, per via del clima, nel regno è raro trovare grano e altri cereali, penalizzando così il commercio. La capitale è Reyvadin, e le città importanti sono Curaw, Khudan e Rivacheg. Il paese è governato dal re Yaroglek, i suoi vassalli sono i boyar, e il pretendente al trono è il principe Valdym il Bastardo. I Vaegir sono assimilabili ai russi dell'età medievale, e utilizzano principalmente cavalleria e fanteria pesante, armata di asce nel combattimento, oltre ad avere i migliori arcieri in tutta la Calradia.
- Nord: il regno dei Nord si trova nel nord-ovest della Calradia, ed è un regno importante per via del commercio essendo esso affacciato all'oceano. La capitale è Sargoth e le città importanti sono Wercheg e Tihr. I Nordici sono simili ai vichinghi dell'età altomedievale. Combattenti nati, utilizzano principalmente arcieri e fanteria pesante armati di lance e grandi asce a due mani e da lancio nel combattimento, ma non sono muniti di cavalleria. All'inizio della storia, vengono guidati dal re Ragnar; il pretendente al trono è Lethwin il Lungimirante.
- Swadia: gli Swadiani sono una popolazione di tipo europeo occidentale, simile agli inglesi, ai francesi e agli imperiali dell'epoca medievale. Abitano nel centro della Calradia, e posseggono la migliore cavalleria pesante di tutta la Calradia, ed una fanteria pesante di pari valore, armate di spada e scudo. All'inizio della storia, possiedono la capitale di Praven e le città di Dhirim, Suno e Uxkhal, vengono guidati dal re Harlaus, e la pretendente è lady Isolla da Suno.
- Rhodok: i Rhodok sono una popolazione di uomini liberi posti sotto un principe eletto da un consiglio di rappresentanti del popolo, abitano nel sud-ovest della Calradia e assomigliano molto agli italiani nel medioevo. In battaglia i Rhodok utilizzano principalmente fanteria armata di lance, molto utili per sfondare un attacco di cavalleria pesante come quella degli Swadiani, e hanno a disposizione i balestrieri migliori della Calradia, ideali per indebolire le difese di un castello prima di gettarsi tra la mischia sulle mura. All'inizio della storia, possiedono la capitale di Jelkala e le città di Veluca e Yalen, sono guidati dal re Graveth, e il pretendente al trono è lord Kastor da Veluca.
- Khanato dei Khergit (Khergit Khanate): i Khergiti sono gli abitanti delle steppe, simili ai mongoli dell'Orda riversatisi in Europa nel Medioevo, e si trovano nell'est e nel sud-est della Calradia. I Khergiti utilizzano arcieri a cavallo e cavalleria leggera nel combattimento e le uniche unità di fanteria sono reclute incapaci di reggere a lungo contro un nemico meglio armato e corazzato. All'inizio della storia, controllano la capitale di Tulga e le città importanti di Halmar, Ichamur e Narra, sono guidati da Sanjar Khan, e il pretendente al trono è suo fratello Dustum Khan.
- Sultanato Sarranide (Sarranid Sultanate): i Sarranidi (aggiunti in Mount & Blade: Warband) sono riconducibili alle popolazioni arabe del Medioevo e abitano la terre del sud-ovest della Calradia. I loro punti forti sono la loro cavalleria e fanteria pesanti. All'inizio della storia, vengono guidati dal sultano Hakim, e la pretendente al trono è Arwa la Perla. La capitale è Shariz, e le città importanti sono Ahmmerrad, Bariyye e Durquba.[4]

All'inizio di ogni partita le nazioni in guerra vengono generate casualmente, ed è possibile che una o più fazioni non siano in guerra con nessun'altra: è possibile sia svolgere missioni che causino una guerra (generalmente richieste da nobili, desiderosi di combattere e guadagnare nuovi feudi) come pure missioni che determinino la fine di essa (generalmente richieste dai capi delle gilde cittadine, scontenti dei mancati guadagni causati dalla guerra e dall'interruzione dei commerci).
Le fazioni, i regni e i seguaci possono variare a seconda che si giochi la versione originale, chiamata Native, o una delle varie mod a disposizione nei molti siti dedicati al gioco, di cui alcuni sono incentrati su avvenimenti storici, come ad esempio Hundred Years War, o Rus XIII Century mentre altri sono basati sul miglioramento generale del gioco originale mantenendo il mondo e le fazioni preesistenti come Native Expansion, e altri ancora invece sono basati su Calradia ma con elementi fortemente legati alla storia medievale o rinascimentale come 1257 AD, che propone un'ambientazione altomedievale, oppure Calradia 1480 che invece porta il giocatore a combattere in un ambiente chiaramente rinascimentale, ed introduce l'uso di pistole a ruota, archibugi e moschetti, oltre che armi d'asta come la partigiana, l'alabarda, il falcione o la voulge.

## Espansioni

### With Fire & Sword
L'espansione Mount & Blade: With Fire & Sword, co-sviluppata dalla TaleWorlds Entertainment, dalla Sich Studio e dalla Snowberry Connection, è uscita nella prima metà di maggio 2011, e introduce vari cambiamenti e innovazioni rispetto al gioco originale e a Warband.

### Napoleonic Wars
L'espansione Mount & Blade: Napoleonic Wars, sviluppata dalla Flying Squirrel Entertainment e uscita il 19 aprile 2012, è un DLC incentrato unicamente sul gameplay, ambientato negli ultimi anni delle guerre napoleoniche. Contiene varie battaglie storiche adatte per un massimo di 200 giocatori con oltre 220 unità storiche, pezzi d'artiglieria controllabili, ambienti distruttibili e sei nazioni (ovvero Francia, Britannia, Russia, Austria, Prussia e Confederazione del Reno, quest'ultima aggiunta nella patch 1.2). Il multiplayer si incentra a sua volta in modalità come deathmatch a squadre e singolo, assedio, cattura la bandiera, duello, battaglia e battaglia comandante. È inoltre possibile partecipare a eventi creati dalla comunità dove "reggimenti" (molti dei quali basati su quelli reali delle guerre napoleoniche) creati dagli utenti si affrontano l'un l'altro, come per ricreare le condizioni realistiche delle guerre napoleoniche. Fin dalla sua pubblicazione, questo DLC si è visto aggiungere nuovi contenuti come marinai e marines, oltre che scune e longboats, e perfino medici.

### Viking Conquest
L'espansione Mount & Blade: Viking Conquest, co-sviluppata dalla TaleWorlds Entertainment e dalla Brytenwalda è invece uscita l'11 dicembre 2014, ed è ambientata nei Secoli bui. Questa mod permette al giocatore di impersonare un guerriero nordico ed esplorare le isole britanniche, la Frisia e la Scandinavia, e possiede una modalità Storia tutta propria il cui epilogo è scaturito dalle scelte del giocatore, oltre che a una modalità Sandbox simile al gioco originale M&B dove il giocatore è libero di esplorare, oltre che a iniziare la partita perfino come re del proprio regno. Sono incluse inoltre le battaglie navali dove i giocatori combattono su navi e sulle barche. Ha inoltre ricevuto una Reforged Edition, uscita il 24 luglio 2015, che migliora molti aspetti del gioco.

## Accoglienza
| Testata                          | Giudizio |
| -------------------------------- | -------- |
| Metacritic (media al 30-01-2020) | 72/100   |
| Eurogamer                        | 5/10     |
| GamePro                          | 5/5      |
| GameSpot                         | 6/10     |
| IGN                              | 8/10     |
| PC Format                        | 54%      |
| PC Gamer                         | 69%      |
| PC Zone                          | 62%      |
| 411Mania                         | 6.8/10   |

Mount & Blade ha ricevuto un'accoglienza "sopra la media" stando alle recensioni sul sito Metacritic., di cui i recensori ne hanno riconosciuto il potenziale, ma criticato lo scarso valore di produzione. GameSpot ha concluso che il gioco "sembra più sottosviluppato di quanto non faccia male"; Eurogamer ne ha tratto conclusioni simili, dicendo che Mount & Blade ha "le fondamenta [...] per qualcosa di davvero speciale, ma nel suo stato attuale non si avvicina a mantenere le sue promesse". Fortunatamente, il gioco ha anche avuto un'accoglienza più positiva, con la IGN che lo ha ritenuto "il miglior gioco mai fatto sulla vita medievale", mentre TechAdvisor l'ha chiamato "il primo, grande gioco di ruolo del Medioevo".
Tra gli elementi più apprezzati del gioco vi è stato senza dubbio il combattimento. Critici come Eurogamer, GameSpot, IGN e TechAdvisor l'hanno lodato, descrivendolo come una delle migliori implementazioni del combattimento medievale mai create. Non tutti sono stati d'accordo sulla qualità del combattimento: PC Zone lo ha criticato, ritenendone casuale l'efficacia sia a piedi che a cavallo. Anche la complessità e la generalità del sistema di abilità dei personaggi è stata ben accolta.
Mount & Blade ha invero ricevuto voti negativi per le missioni, i dialoghi e le località ripetitive, oltre che alla scarsa qualità in termini di grafica. Eurogamer ritiene che il motore grafico "non è abbastanza soddisfacente", e GameSpot ha ritenuto la conversazione con i personaggi non giocabili una specie di "consulenza di viaggi per Calradia che non un vero dialogo con un essere umano".
Il fandom ha perlomeno avuto una buona accoglienza sia dagli sviluppatori che dai critici. Durante un'intervista, la TaleWorlds si è dichiarata "fiera" della sua comunità, considerando che "Mount & Blade possiede quelle che potrebbero essere tra le migliori mod mai fatte per un gioco per PC". Persino recensori come GamePro e Game Industry News hanno ammirato il numero di mod rese disponibili per le versioni beta persino prima dell'uscita ufficiale del gioco.

### Premi
| Anno | Premio                   | Categoria                     | Esito           | Nota   |
| ---- | ------------------------ | ----------------------------- | --------------- | ------ |
| 2008 | GamePro                  | Editor's Choice               | Vincitore/trice | [ 7 ]  |
| 2008 | Mod DB's Best Indie Game | Editor's Choice               | Vincitore/trice | [ 16 ] |
| 2008 | Mod DB's Best Indie Game | Player's Choice               | Vincitore/trice | [ 17 ] |
| 2008 | IGN                      | PC Editors' Favorites of 2008 | Vincitore/trice | [ 18 ] |